# Lena Göbel
Lena Göbel (né le 29 novembre 1983 à Ried im Innkreis) est une peintre autrichienne.

## Biographie
Lena Göbel est la fille du couple de peintres Heinz Göbel et Maria Moser. Elle grandit à Frankenburg am Hausruck. Elle étudie de 2003 à 2008 à l'académie des beaux-arts de Vienne auprès de Gunter Damisch. De 2008 à 2013, elle vit à Berlin. Elle est membre de l'Oberösterreichischer Kunstverein.

## Source de la traduction
- (de) Cet article est partiellement ou en totalité issu de l’article de Wikipédia en allemand intitulé « Lena Göbel » (voir la liste des auteurs).